# Olshyttan
Olshyttan är en by i Garpenbergs socken i Hedemora kommun i Dalarna. SCB klassade Olshyttan som en småort fram till 2000. Från 2015 avgränsar SCB här åter en småort.
Olshyttan ligger vid Olshyttebergets fot. Genom byn går en bäck som avvattnar Gullsjön, Skärsjön och Vikhyttsjön och slutar i Trollbosjön. Bäcken har gett vattenkraft främst åt järn- och kopparhyttor och kvarnar, men även ett sågverk och ett mindre vattenkraftverk. Sågen, som dels drevs med vatten, dels med ånga, var i drift i början av 1900-talet. Kraftverket togs i bruk 1913 och avvecklades 1937. Ett kopparverk fanns i byn mellan 1690 och 1721. Olshyttans sista järnhytta, Trollbo bruk, togs ur drift 1850. 

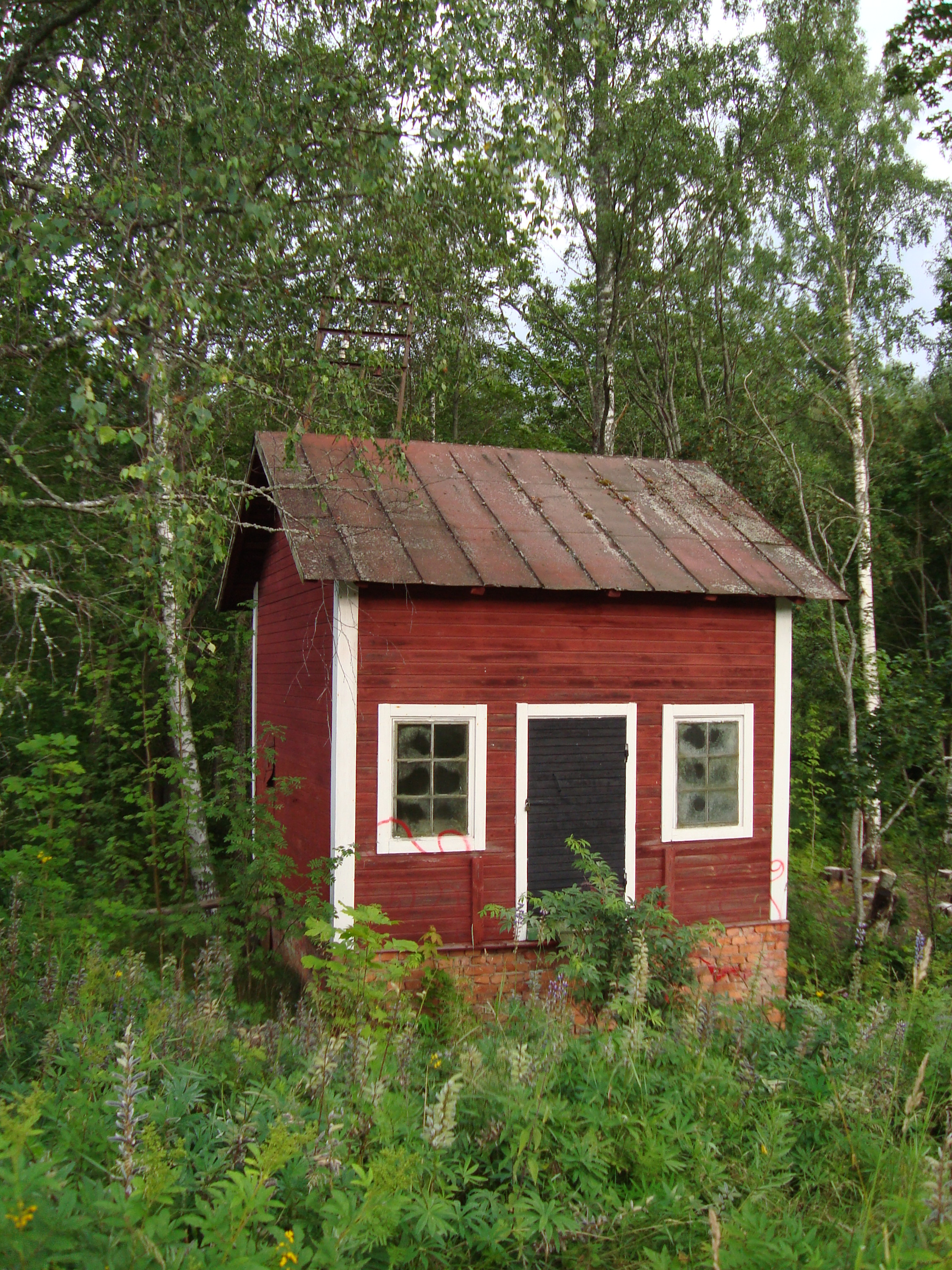
Olshyttans vattenkraftverk.
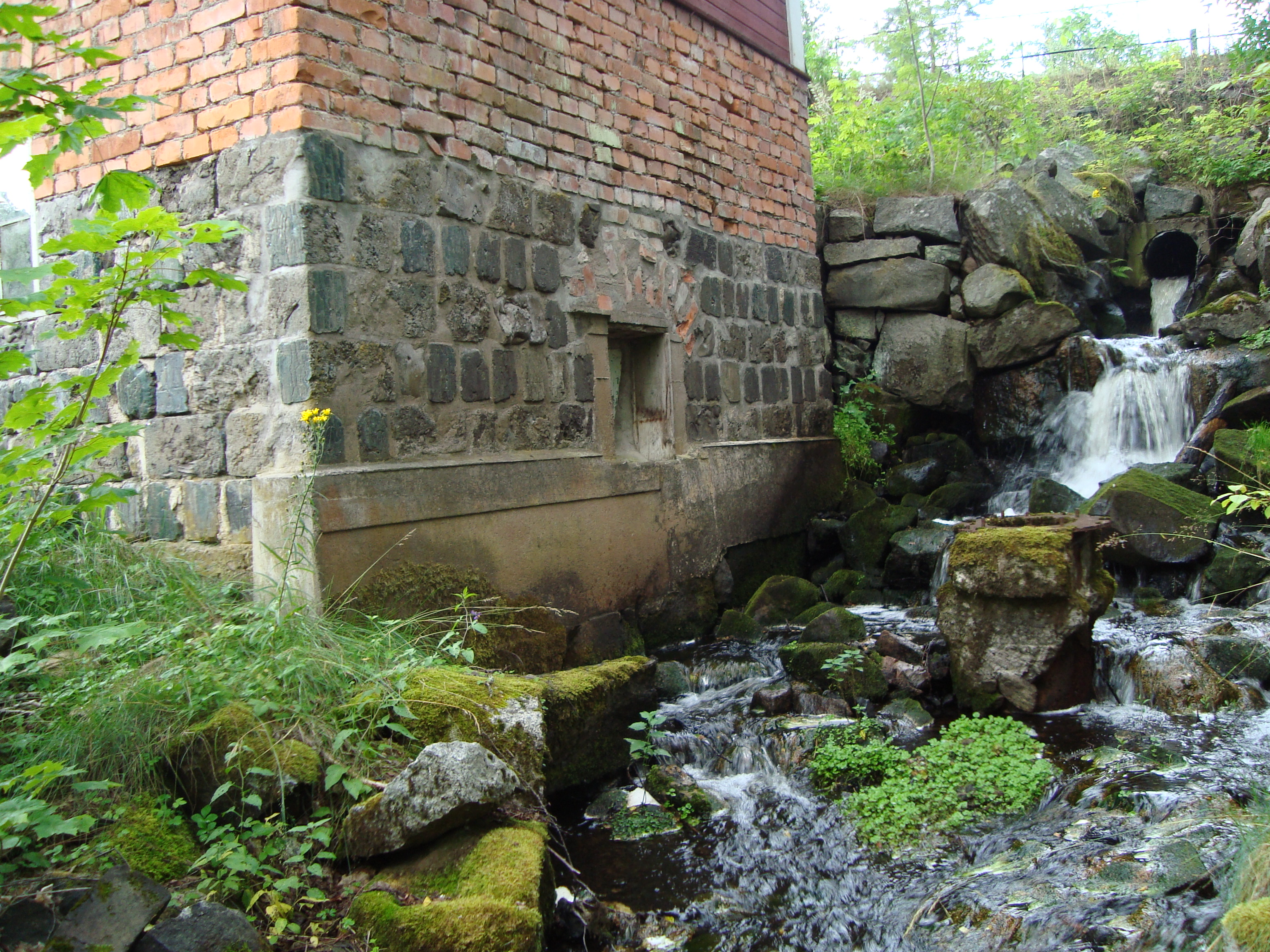
Kraftverkets vattenintag och grund av murad slaggsten.
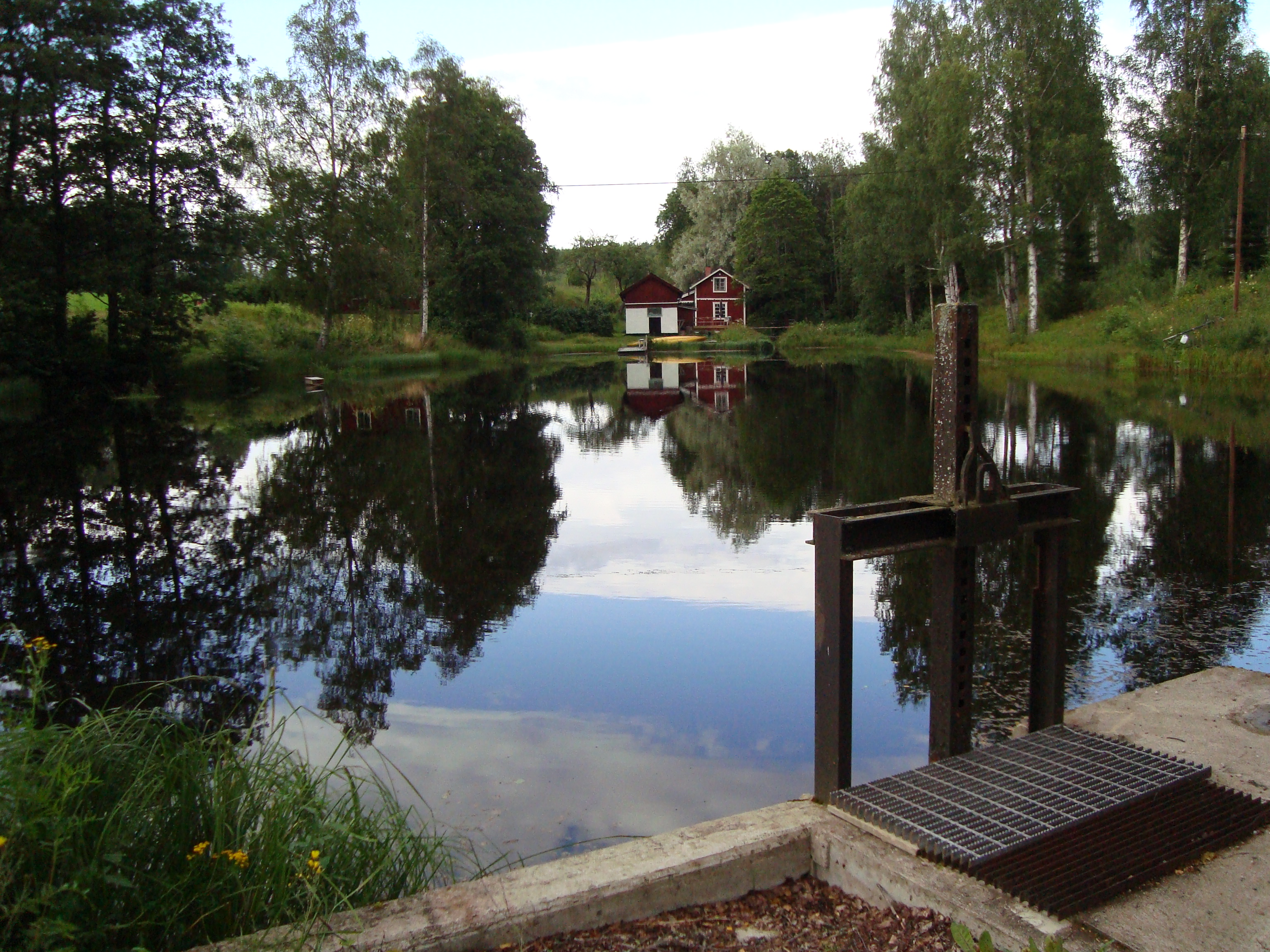
Fördämningen till vattenkraftverket.